# جورج هنري ريفيير
جورج هنري ريفيير (بالفرنسية: Georges Rivière)‏ هو عالم إنسان فرنسي، ولد في 5 يونيو 1897 في الدائرة الثامنة عشرة في باريس في فرنسا، وتوفي في 24 مارس 1985 في لوفيسين ‏ في فرنسا.